# Dipelicus centratus
Dipelicus centratus är en skalbaggsart som beskrevs av S. Endrödi 1969. Dipelicus centratus ingår i släktet Dipelicus och familjen Dynastidae. Inga underarter finns listade i Catalogue of Life.